# Юкатекский язык
Юкате́кский язы́к (Maaya T’aan) — один из майяских языков, распространённый на полуострове Юкатан, в северном Белизе и части Гватемалы. Носители языка называют его «майя» — определение «юкатекский» было добавлено для отличения юкатека от других майяских языков (например, киче, ица и т. д.).

## Генеалогическая и ареальная информация
Язык майя, также известный как юкатекский, принадлежит к майяской языковой семье, распространённой на территории Мексики, Гватемалы и Белиза. Относится к их юкатекской ветви и используется главным образом в мексиканских штатах Юкатан, Кинтана-Роо и на севере Кампече.

## Социолингвистическая ситуация
Юкатекский язык является одним из крупнейших майяских языков. Количество его носителей составляет (по данным на 2014 год) около 800 тысяч человек. Это число включает в себя говорящих на языке майя и как на первом, и как на втором языке. Среди носителей майяских языков распространён билингвизм, в первую очередь среди молодого поколения и жителей крупных городов. Юкатекский язык на протяжении 500 лет находился в тесном контакте с испанским, что отразилось на различных аспектах этих языков. В частности, юкатекский заимствовал такие слова, как Dyos (от исп. Dios - Бог), Ola (hola - привет, здравствуйте), ses (seis - шесть), bestir (vestir - одевать) и др.

### Письменность
Ещё в доколумбовы времена индейцы майя имели своеобразную словесно-слоговую письменность, часто называемую иероглифами майя. Вероятно, она использовалась для записи литературной формы языка чольти, бывшего в то время лингва-франка высших слоев общества. Однако существуют свидетельства, что письмо майя периодически применялось для записи других майяских языков, прежде всего — юкатекского.
В настоящее время юкатекский язык записывается латинским алфавитом. Он был введён для транскрибирования юкатека во времена испанского завоевания Юкатана, начавшегося в начале 16-го столетия. В юкатекской письменности сохранились устаревшие сейчас нормы испанской орфографии, например использование x для обозначения постальвеолярного фрикатива (произносится как «ш»). В испанском языке этот звук перешёл в велярный фрикатив и сейчас записывается как j, за исключением географических названий, например, «México».

### Современное использование
Радиовещание на юкатекском языке ведётся радиостанциями XEXPUJ-AM (Шпухиль, Кампече), XENKA-AM (Фелипе-Каррильо-Пуэрто, Кинтана-Роо) и XEPET-AM (Peto, Юкатан), принадлежащими Национальной комиссии по развитию коренных народов (Comisión Nacional para el Desarrollo de los Pueblos Indígenas Архивная копия от 9 июня 2007 на Wayback Machine).
Фильм «Апокалипсис» Мела Гибсона был снят полностью на юкатекском языке.
В некоторых вузах Мексики, США (Чикагский университет, Гарвард и др.) и других стран ведётся преподавание юкатекского.
На языке юкатекских майя говорят жители вымышленного подводного королевства Талокан и его король Кукулькан в фильме 2022 года «Черная пантера: Ваканда навсегда».

## Типологическая характеристика

### Тип (степень свободы) выражения грамматических значений
Грамматические значения выражаются в основном синтетически, посредством морфем в составе слова. В юкатекском языке присутствует как префиксация, так и суффиксация, последняя значительно более развита (насчитывается около 7 классов суффиксов).
K-in w-il-ik-ech.
HAB-ERG.1SG EP-видеть-IND-ABS.2SG
'Я тебя вижу.' Góngora Pacheco (1990:19)
Lekan lúub-uk-ø le ka’anal ja’ … 
'Когда падать-IRR-ABS.3SG DET высокий вода '
‘Когда идёт дождь...’  Monforte et. al. (2010), (MDG-B:13)
Однако существует и значительное число признаков аналитизма. Например, аналитически (с помощью предлогов) выражаются падежи существительных:
u yotoch le Juano - 'дом Хуана'
PREP дом DET Хуан
u - предлог, маркирует генитив существительного Juano - 'Хуан' (маркирование падежей зависимых составляющих происходит на вершине группы).
Также элементы аналитизма присутствуют в маркировании глагольных актантов. В определённых случаях вершинное маркирование в предикации осуществляется посредством присоединения к глаголу проклитики (подробнее об этом см. в пункте "Тип ролевой кодировки"):
T-u hàant-ah-ø òon Pedro.
PFV-SBJ.3.SG есть:TRR-CMPL-ABS.3SG  авокадо Педро
‘Педро съел авокадо’

### Характер границы между морфемами
Юкатек относится к агглютинативным языкам. Словоизменительные и словообразующие форманты в большинстве своем имеют одно значение и присоединяются друг к другу с минимальными фонетическими изменениями (например, префикс w- после местоимения u имеет вид y-), сохраняя свои границы.
K-in w-il-ik-ech.
HAB-ERG.1SG EP-видеть-IND-ABS.2SG
'Я тебя вижу.'   Góngora Pacheco (1990:19)
Teen k-in ch’ak-ik-ø u che’-il.
1SG HAB-ERG.1SG рубить-IND-ABS.3SG ERG.3 дерево-PL
'Я рубил его деревья.'   Monforte et. al. (2010), (MDG-B:136)
Сокращения:
ABS - absolutive
DET - determiner
DM - demonstrative
CL - clitic
CP, CMPL - completive
EP - epenthesis
ERG - ergative
HAB - habitual
INCMPL - incompletive
IND - indicative
PFV - perfect
PREP - preposition
PP - possessive pronoun
TRNS - transitive
TRR - transitivizer

### Тип маркирования в именной группе и в предикации

#### В именной группе
Посессивная именная группа характеризуется вершинным маркированием.
u ppoc Pedro - 'шляпа Педро'
u - предлог, совпадающий по форме с 3SG местоимений класса А, одно из значений которых - притяжательное. Предлог присоединяется к вершине именной группы и указывает на наличие зависимой составляющей.
u pek le palalbo - 'собака детей'
PREP, собака, DET, дети
u pekoob a tata - 'собаки твоего отца'
PREP, собаки, PP, отец

#### В предикации
В предикации также наблюдается вершинное маркирование:
Le áak-o’ t-u jaan-t-aj-ø su’uk. - 'Черепаха съела траву.'
DM, черепаха-CL, CP-ERG.3(проклитика, присоединяется к глаголу и маркирует его субъект),  есть-TRNS-PRF-ABS.3SG(суффикс, маркирует объект переходного глагола) трава , Avelino (2009:9)
Эргатив характеризует субъект, абсолютив - объект переходного глагола (трава), но маркируются оба падежа на предикате.

### Тип ролевой кодировки
Большинство языков майяской семьи относятся к эргативным языкам, т.е. кодируют глагольные актанты согласно эргативной модели. Юкатек традиционно также считается эргативным, однако в нем наблюдается явление расщеплённой эргативности (англ. ergativity split), проявляющееся в выборе различных стратегий ролевой кодировки в зависимости от видо-временной характеристики предложения.
Существуют две парадигмы маркирования местоименных актантов на предикате: суффиксальная и использующая клитики. Парадигма клитик соответствует парадигме притяжательных местоимений (местоимений класса А):
| Число / лицо | SING | PLUR      |
| ------------ | ---- | --------- |
| 1            | in   | k         |
| 2            | a    | a... -'ex |
| 3            | u    | u... -o'b |

Клитики располагаются перед предикатом и маркируют его субъект: агенс или пациенс одноместного глагола (в формах настоящего времени) и агенс переходного (в других видо-временных формах), что соответствует аккузативной стратегии ролевой кодировки).
Суффиксальная парадигма повторяет парадигму личных местоимений (местоимений класса В):
| Число / лицо | SING | PLUR |
| ------------ | ---- | ---- |
| 1            | -en  | -o'n |
| 2            | -ech | -e'x |
| 3            | -Ø   | -o'b |

Суффиксы присоединяются к предикату и маркируют агенс или пациенс одноместного глагола (в формах прошедшего времени) и пациенс переходного глагола (в других видо-временных формах), что соответствует эргативной стратегии ролевой кодировки.
Таким образом, проклитическое маркирование отвечает аккузативной модели, а суффиксальное - эргативной. Выбор между двумя моделями зависит от видо-временной характеристики предложения, что в упрощённом виде (не отображающем всё разнообразие видо-временных глагольных форм) может быть представлено в таблице:
|                          | PRES     | PAST     |
| ------------------------ | -------- | -------- |
| Субъект одноместного гл. | Клитики  | Суффиксы |
| Агенс переходного гл.    | Клитики  | Клитики  |
| Пациенс переходного гл.  | Суффиксы | Суффиксы |

Примеры:
| Непереходный глагол, PRES | k-in tàal - 'я иду'              | IMPF-SBJ.1.SG, идти                  |
| Непереходный глагол, PAST | h tàal-en - 'я шёл'              | PAST, идти-ABS.1.SG                  |
| Переходный глагол, PRES   | k-in tàas-ik-o’b - 'я несу их'   | IMPF-SBJ.1.SG, нести-INCMPL-ABS.3.PL |
| Переходный глагол, PAST   | t-in tàas-ah-o’b - 'я принёс их' | PAST-SBJ.1.SG, нести-CMPL-ABS.3.PL   |

### Базовый порядок слов
Базовым порядком слов считается VOS (verb - object - subject). VSO также возможен, однако VOS более нейтрален:
T-u hàant-ah òon Pedro.
PFV-SBJ.3.SG есть:TRR-CMPL авокадо Педро
‘Педро съел авокадо’
Несмотря на то, что такие конструкции являются наименее маркированными морфологически и семантически, они очень редко встречаются в речи (1% iв корпусе из 200
клауз, см. Skopeteas & Verhoeven 2005). Широко распространены конструкции с топиком и фокусом. В этом случае составляющие выносятся на позицию перед глаголом. Самым частотным типом конструкций является топикализованный агенс:
Pedro-e’ t-u hàant-ah òon.
Педро-D3 PFV-SBJ.3.SG есть:TRR-CMPL авокадо
‘Что касается Педро, он съел авокадо’
Топикализованный субъект стоит в начале клаузы и оформляется одним из дейктических суффиксов: a'  - глосс ‘D1’: указание на 1 лицо; o'  - глосс ‘D2’: указание на 2 лицо; e'  - глосс ‘D3’: указание на контекстуального референта.
Объект также может выноситься в топик:
òon t-u hàant-ah Pedro.
авокадо PFV-SBJ.3.SG есть:TRR-CMPL Педро
‘Авокадо было тем, что Педро съел’

## Фонология
Характерной чертой юкатекского языка (и майяских языков в целом) является наличие абруптивных (эйективных) согласных — /p'/, /k'/, /t'/. На письме эти звуки обозначаются апострофом после буквы (например, t'áan «речь» и táan «грудь»). До XX века апострофы для обозначения абруптивов встречались редко, однако в настоящее время приобретают популярность.

### Система согласных фонем
|               |               | Губные | Альвеолярные | Палатальные | Велярные | Глоттальные |
| ------------- | ------------- | ------ | ------------ | ----------- | -------- | ----------- |
| Носовые       | Носовые       | m      | n            | (ɲ)         |          |             |
| Взрывные      | Звонкие       | b      | (d)          |             | (g)      |             |
| Взрывные      | Глухие        | p      | t            |             | k        | ʔ           |
| Взрывные      | Абруптивные   | p'     | t'           |             | k'       |             |
| Аффрикаты     | Глухие        |        | ts           | tʃ          |          |             |
| Аффрикаты     | Абруптивные   |        | ts'          | tʃ'         |          |             |
| Фрикативные   | Фрикативные   | (f)    | s            | ʃ           |          | h           |
| Аппроксиманты | Аппроксиманты | w      | l            | j           |          |             |
| Дрожащие      | Дрожащие      |        | r            |             |          |             |

- Фонемы в скобках встречаются только в словах, заимствованных из испанского
- у b наблюдается слабая артикуляция в позиции внутри слова, в позиции на конце слова взрыв заменяется носовой артикуляцией.
- l в позиции на конце слова также артикулируется слабо

### Система гласных фонем
|          | Передний ряд | Средний ряд | Задний ряд |
| -------- | ------------ | ----------- | ---------- |
| Закрытые | i            |             | u          |
| Средние  | e            |             | o          |
| Открытые |              | a           |            |

- Гласные могут образовывать дифтонги с полугласными w, y: ay, oy, au и т.д.
- Каждая из гласных может быть долгой, в этом случае она часто сопровождается изменением тона. Если долгая гласная оказывается конечной в слоге, после неё пишется h: chucah - 'захваченный'. Если за долгой гласной следует согласная, долгота не обозначается орфографически, что может приводить к разночтениям: miz - 'кошка', гласная обычная, miz - корень глагола 'мести', гласная долгая.
- Гласные с гортанной смычкой встречаются главным образом в односложных словах со структурой слога CV или V, характеризуются резким сжатием гортани сразу после того, как был произнесен звук. Иногда обозначаются на письме апострофом или '?' или пишутся так же, как удвоенные: ha? / ha' / haa - 'вода', na? / na' / naa - 'мать'.
- Удвоенные гласные произносятся как гласный с гортанный смычкой и следующий за ним обычный гласный. На письме обозначаются двумя буквами: kaan - 'гамак, паутина', caan - 'еда'.

### Ударение и тоны
Ударение лексикализовано. В языке встречаются слова, различающиеся только постановкой ударения: h'aan - 'зять, свёкор', ha'an - 'полированный', m'acal - 'накрывать', mac'al - 'картофель'. На письме никак не обозначается.
Юкатекский является одним из трёх майяских языков, развивших тональную систему (наряду с успантеком и одним из диалектов цоциля). Различаются высокий (á í é ó ú), низкий (à ì è ò ù) и нейтральный тоны: luk’ul - ‘уходит’, lúuk’ul - ‘глотать’, lùuk’ ‘грязь’ (примеры из [Lehmann 1990]). Долгие и удвоенные гласные обязательно несут на себе тоновое значение, по поводу обычных гласных мнения исследователей разделяются. В [Fisher 1976] они рассматриваются как носители третьего, нейтрального тона, в [Blair & Vermont-Salas 1965] - как не несущие никакого тона. Низкий тон является ровным, по поводу высокого встречаются разногласия: его считают восходящим или нисходящим.

## Интересные сведения

### Морфологические особенности

#### Префиксация
| Префикс | Значение | Примеры                                                         |
| ------- | --- | --------------------------------------------------------------- |
| y- , w- | Присоединяются к основам на гласный после местоимений in, a, u. Префикс y- употребляется после u, w- после других. Не употребляются испанскими заимствованиями. | a watan - 'твоя жена', u yatan - 'его жена', atan - 'жена'      |
| x-      | Обозначает женский род, часто с пренебрежительным оттенком, также встречается в названиях насекомых, змей и деревьев и в прилагательном xla - старый.           | xch'up - 'женщина', xnuk - 'старуха', пренебр., xkuuklin, 'жук' |

#### Суффиксация
В юкатекском языке насчитывается до 7 классов суффиксов. 
- Терминальные (конечные)

Всегда следуют в конце словоформы, другие суффиксы находятся левее них.
| Суффикс  | Значение | Примеры                                                                                                |
| -------- | --- | --- |
| -a’, -o’ | Завершающий суффикс указательных элементов bey, he(l), le(l), te(l), or way; также может присоединяться к последнему слову фразы, клаузы или предложения, которое началось с этих элементов. | le nohoch kaaha - этот большой город, kah - 'город'                                                    |
| -e’      | Завершающий суффикс указательных элементов he(l), le(l), way или суффикс последнего или единственного слова в клаузе/предложении.                                                            | tas ten waaye’ - 'Принеси его ко мне сюда' (way-e’ - 'сюда'), wa ku wokole’... - 'если он войдёт, ...' |
| -i, -i’  | Завершающий суффикс последнего слова предложения; Часто встречается после конструкции с местоимениями класса B.                                                                              | kimoobi - 'они умерли'                                                                                 |

- Местоименные

Присоединяются к вершине местоименной группы.
Двухэлементные суффиксы вида -in-ba, -a-ba' состоят из местоимения класса А и возвратного местоимения -ba
|        | Мест. класса В | Мест. класса В | Возвр. мест. | Возвр. мест. | Мест. класса А |
| ------ | -------------- | -------------- | ------------ | ------------ | -------------- |
|        | Sing.          | Plur.          | Sing.        | Plur.        | Plur.          |
| 1 лицо | -en            | -o'n           | -in-ba       | -k-ba        | -e'x           |
| 2 лицо | -ech           | -e'x           | -a-ba        | -a-ba        | -e'x           |
| 3 лицо | --             | -o'b           | -u-ba        | -u-ba        | -o'b           |

- Суффиксы группы 1

Являются показателями (или элементами показателя) глагольных грамматических значений, таких как залог, наклонение, время, переходность/непереходность. Некоторые примеры:
| Суффикс | Значение                                                       | Примеры                          |
| ------- | -------------------------------------------------------------- | -------------------------------- |
| -ab     | Маркирует пассивный залог                                      | bisab ti’ - 'ему было дано'      |
| -ah     | Маркирует переходный глагол, обозначающий завершенное действие | tu beetah - 'он сделал это'      |
| -ankil  | Маркирует дуратив непереходного глагола                        | tan u sisit'ankil - 'он прыгает' |
| -en     | Маркирует императив непереходного глагола                      | manen - 'Иди вперёд!'            |

- Суффиксы группы 2

Преобразуют непереходную основу в переходную или не глагольную - в глагольную. Часто встречаются в сложных основах, практически всегда за ними следуют другие аффиксы.
| Суффикс | Значение                                                         | Примеры                                                                         |
| ------- | ---------------------------------------------------------------- | ------------------------------------------------------------------------------- |
| -in     | Преобразует не-глагольную основу в основу переходного глагола.   | u bukint - 'он надел одежду' (buk - 'одежда')                                   |
| -s      | Преобразует непереходную глагольную основу в переходную.         | tan in ts'ooksik - 'я заканчиваю это' (ts'ook - 'заканчиваться' (непереходный)) |
| -cha    | Преобразует не-глагольную основу в основу непереходного глагола. | nohochchahi - 'он вырос' (nohoch - 'большой')                                   |

- Суффиксы группы 3

Достаточно разнородная группа, включающая нерегулярные суффиксы, схожие по функциям с группой 2.
-b, -h, -lah, -kab и другие.
- Суффиксы группы 4

Являются компонентами существительных и других именных словоформ, или вторичными компонентами глаголов, образованных от именных основ.
| Суффикс | Значение                                                                        | Примеры |
| ------- | ------------------------------------------------------------------------------- | --- |
| -(a)m   | Встречается в названиях животных                                                | ulum’ - 'индюк', kitam - 'кабан'                                                                                                |
| -ben    | Схож по значению с английскими -ible, -able.                                    | ch'aben - 'приемлемый' (ch'a - 'принимать'), tsikben - 'достойный уважения' (tsik - 'уважать')                                  |
| -tsil   | Встречается в терминах родства, если перед ними нет притяжательного местоимения | le atantsilo’ - 'жена', le kiktsiloobo’ -'сестра' -en \|\| Маркирует императив непереходного глагола \|\| manen - 'Иди вперёд!' |

### Факты
- В юкатекском отсутствуют временные соединительные элементов, такие как «до» и «после».
- Юкатекский язык, как и все языки майя, многие другие языки коренных жителей Америки, а также китайский и многие другие языки Восточной Азии, использует счётные слова.
- Помимо предлогов, маркирующих падеж существительного, в языке майя существует только общий предлог ti (ti'), который может принимать значения 'к', 'из', 'о', 'от', 'в', 'на', 'для', 'около' и др.: ti’ u taata - 'к отцу', tin wiknal - 'возле меня', ti le k'aano’ - 'в гамаках'.
- Род существительных в юкатеке эксплицитно практически не выражается, местоимения третьего лица не различаются по родам. Это связано с равнозначным положением обоих полов в обществе народов Майя. В принципе, существуют 3 рода существительных, выраженные префиксами -h для мужского и  -x для женского родов. Распределение существительных по родам в основном обусловлено семантикой: h-men - 'врач-мужчина', x-men - 'врач-женщина'; неодушевлённые существительные не имеют рода: в нём нет необходимости, поскольку граммемы рода отсутствуют в других частях речи.
- Как минимум 2 английских слова заимствованы из юкатекского: shark (акула) из xoc - 'рыба'; cigar (сигара) из sic'ar - 'курить табак', sic - 'табак'
- Многие идиоматические выражения юкатекского языка звучат достаточно странно для европейского человека:

формальное приветствие: Dias, nohoch tat. Bix a bel? - 'Доброе утро, большой отец. Как идет твой путь?' (Как дела?)
более неформальный вариант: Baax ca ualic? - 'Что ты говоришь?' (Как дела?)
Типичными словами, использующимися в идиомах, являются bel - 'дорога, путь' и ol - 'дух, душа, сердце': dzoc u bel - 'завершить свой путь' (=жениться), ci ol - 'сладкая душа' (=довольный, удовлетворённый).

## Образец текста
Статья 1 Всеобщей декларации прав человека:

Tuláakal le seres humanos síijilo'ob libres yéetel iguales ti' ti'ob su'tal p'iskambal. Táan dotados u jaajil yéetel yóol ka k'a'abéet comportar u fraternalmente le unos yéetel le láak'o'ob.
Перевод:

Все люди рождаются свободными и равными в своём достоинстве и правах. Они наделены разумом и совестью и должны поступать в отношении друг друга в духе братства.

## Примеры фраз
| Юкатек                           | Русский                |
| -------------------------------- | ---------------------- |
| B’ix a b’el?                     | Как дела?              |
| Ma’alob', kux tech?              | Хорошо, а у тебя?      |
| B’ey xan ten.                    | Тоже.                  |
| Tux ka b’in?                     | Куда ты идешь?         |
| Tim b’in xíimb’al.               | Я иду на прогулку      |
| B’ix a k'àab’a'?                 | Как тебя зовут?        |
| Jorge in k'àab’a'.               | Меня зовут Хорхе       |
| Hach ki’imak in wóol in wilikech | Рад тебя встретить.    |
| Bax ka wa’alik?                  | Что случилось?         |
| Mix b'á'al.                      | Ничего.                |
| B’ix a wilik?                    | Как это выглядит?      |
| Hach Ma’alob'                    | Очень хорошо           |
| Kó'ox!                           | Пойдём! (я и ты)       |
| Kó'one’ex!                       | Пойдёмте! (для группы) |
| Tak sáamal                       | До завтра.             |
| Hach dyos b’o’otik.              | Спасибо большое.       |
| Mix b'á'al.'                     | Не за что              |